# Фуллер, Люсия
Люсия Фуллер (англ. Lucia Fuller, полное имя Lucia Fairchild Fuller; 1870—1924) — американская художница, член Художественной колонии Корниш в Нью-Гэмпшире.
Представитель семьи Фэйрчайлд.

## Биография
Родилась 6 декабря 1870 года в Бостоне, штат Массачусетс, в семье Чарльза Фэйрчайлда и его жены Элизабет Нельсон. Её отец работал в администрации президента Гровера Кливленда секретарем министерства финансов. Её дедом по отцовской линии был Джейрус Фэйрчайлд — первый мэр города Мадисон, штат Висконсин; её дядей был Люциус Фэйрчайлд — губернатор Висконсина.
Друг их семьи — Джон Сарджент, вдохновил Люсию стать художником (позже она написала в своих воспоминаниях о посещении Лувра вместе с Сарджентом). Получила образование в частной школе Shaw’s Private School и художественной школе Cowles Art School под руководством Денниса Банкера, друга Сарджента. Затем она продолжила обучение в Лиге студентов-художников Нью-Йорка под руководством Уильяма Мерритта Чейза и художника-монументалиста Генри Моубри. Лидия Эммет была её коллегой по учёбе в Лиге студентов-художников в 1889 году.

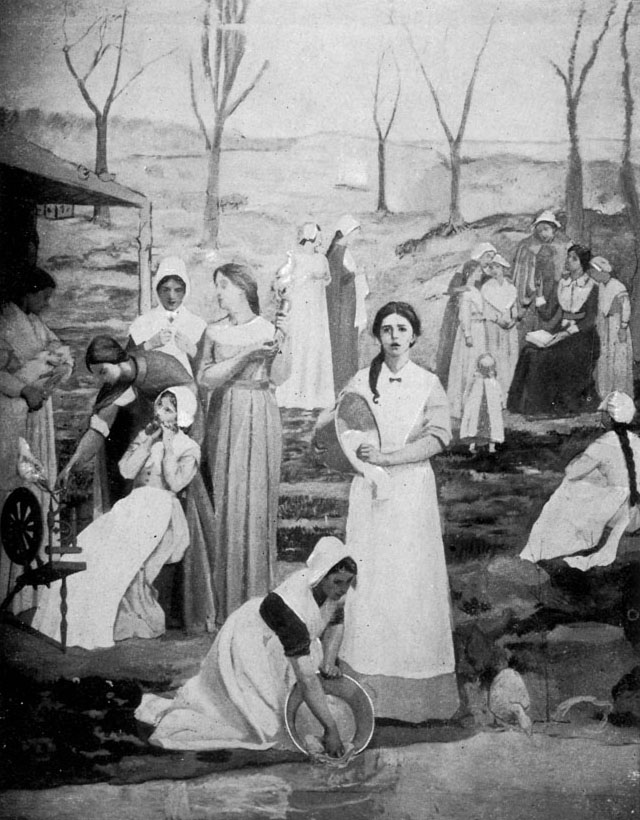
«The Women of Plymouth»

Первые свои работы Люсия начала писать в возрасте 18 лет. Она пробовала создавать фрески, и в 1893 году ей было поручено написать одну из шести фресок для Женского здания на Всемирной выставке в Чикаго (вместе с Лидией Эммет, Мэри Кэссетт и Мэри Макмоннис. Темой её фрески были женщины-поселенцы Новой Англии, и она называлась «The Women of Plymouth».
После многолетнего романа художница в 1893 году вышла замуж за своего сокурсника — американского художника Генри Фуллера. Замуж она вышла против воли своего отца, потерявшего перед этим свое состояние. Её муж ясно дал понять, что он выше погони за деньгами за свое искусство и Люсия Фуллер прибегла к скромной жизни в маленькой комнате в Нью-Йорке, используя свои значительные связи для заключения контрактов на работы, получив комиссионные за почти двести своих работ к 1903 году.
Она была награждена бронзовой медалью на Всемирной выставке в Париже 1900 года, серебряной медалью в Буффало в 1901 году на Панамериканской выставке и золотой медалью на Всемирной выставке в Сент-Луисе в 1904 году. Пять её работ были выставлены на Панамо-Тихоокеанской международной выставке в Сан-Франциско в 1915 году. Также Люсия Фуллер выставляла свои работы в Дартмутском колледже в Нью-Гэмпшире в 1916 году.
В 1899 году Фуллер была одним из основателей и казначеем Американского общества художников-миниатюристов и занимала пост президента в 1913 году. Она была избрана членом Национальной академии дизайна и Американского общества акварелистов, поддерживала членство в Нью-Йоркском акварельном обществе.

Некоторые работы
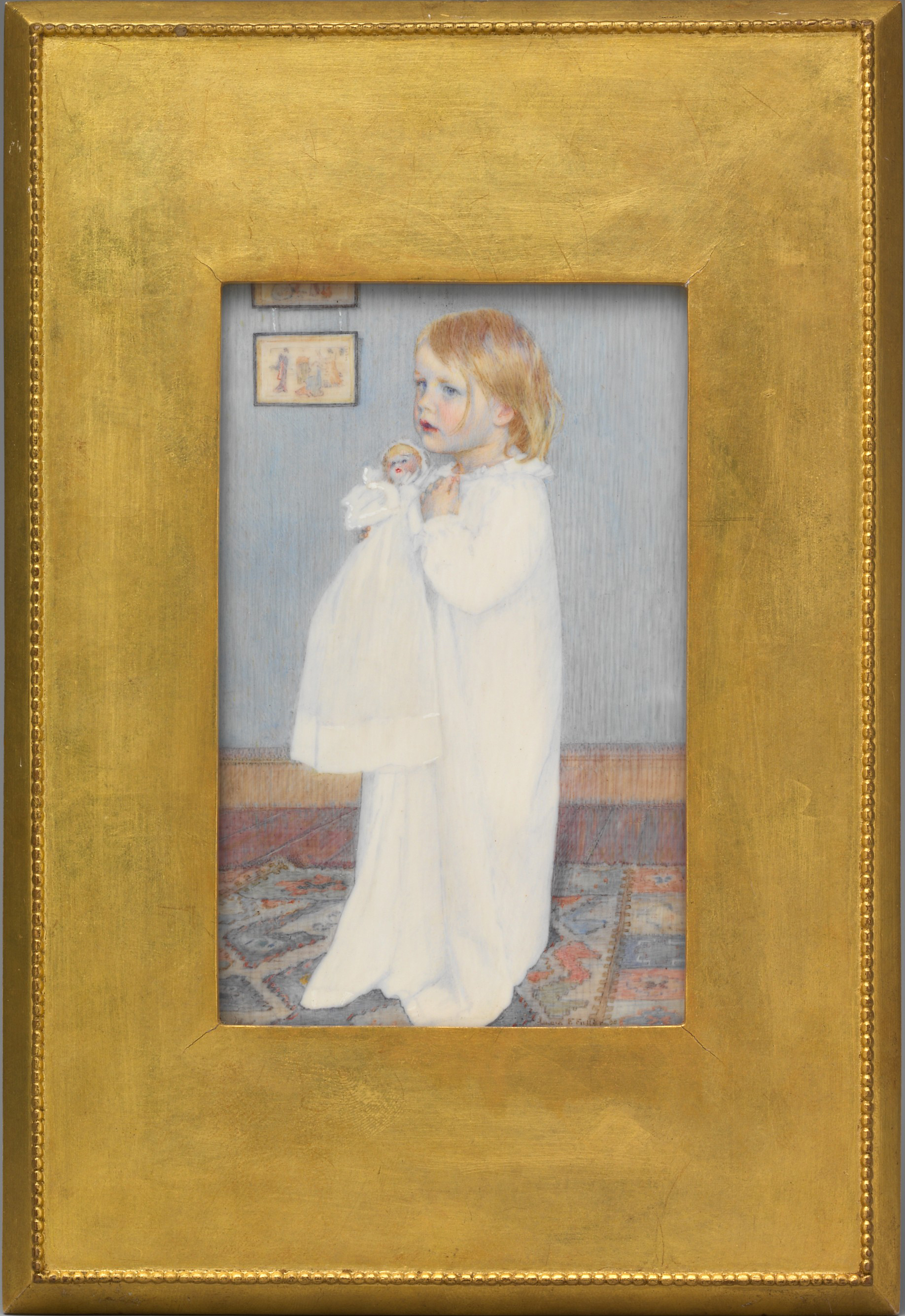
Clara B. Fuller, 1898.
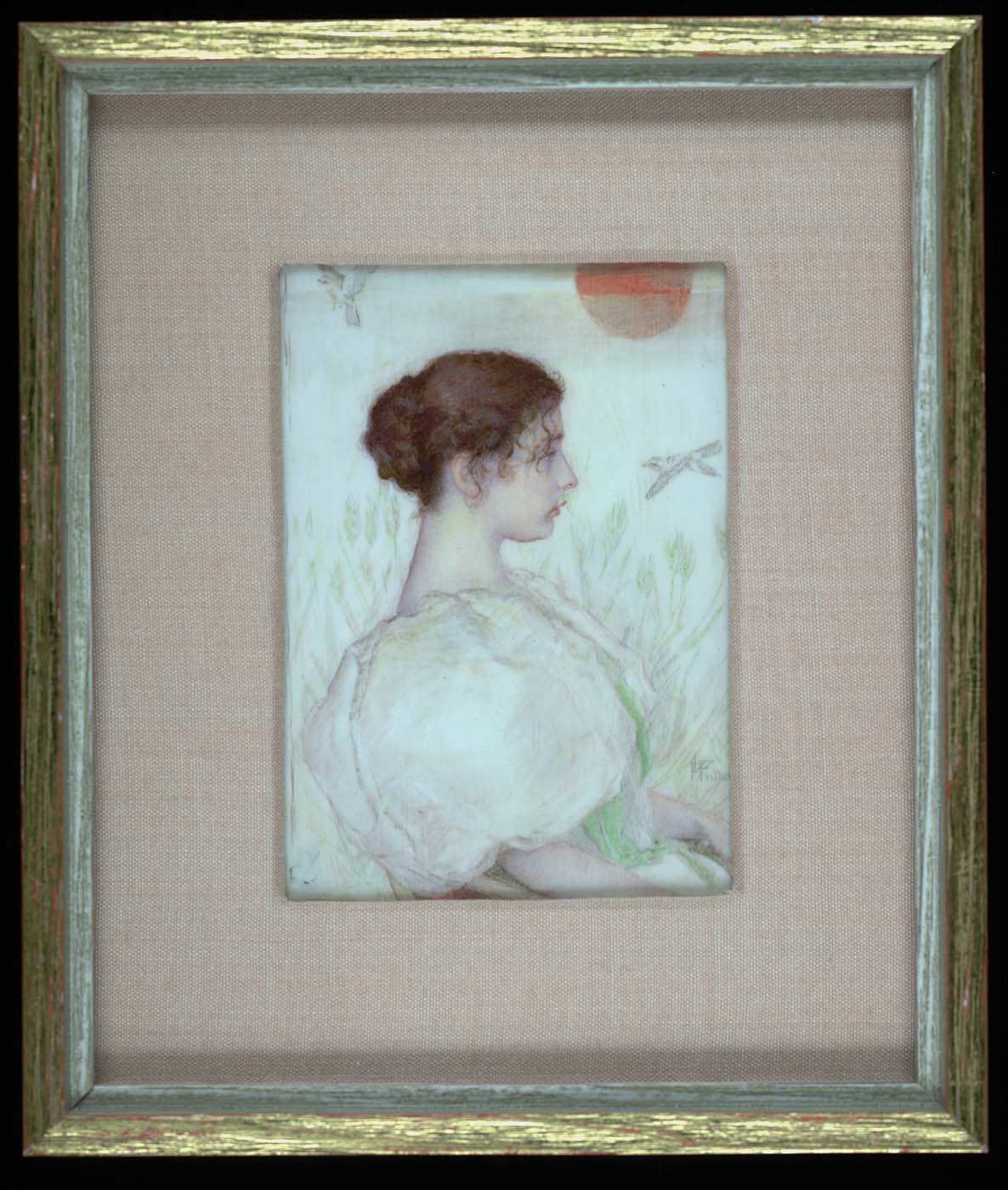
Head of a Young Girl, ок. 1900.
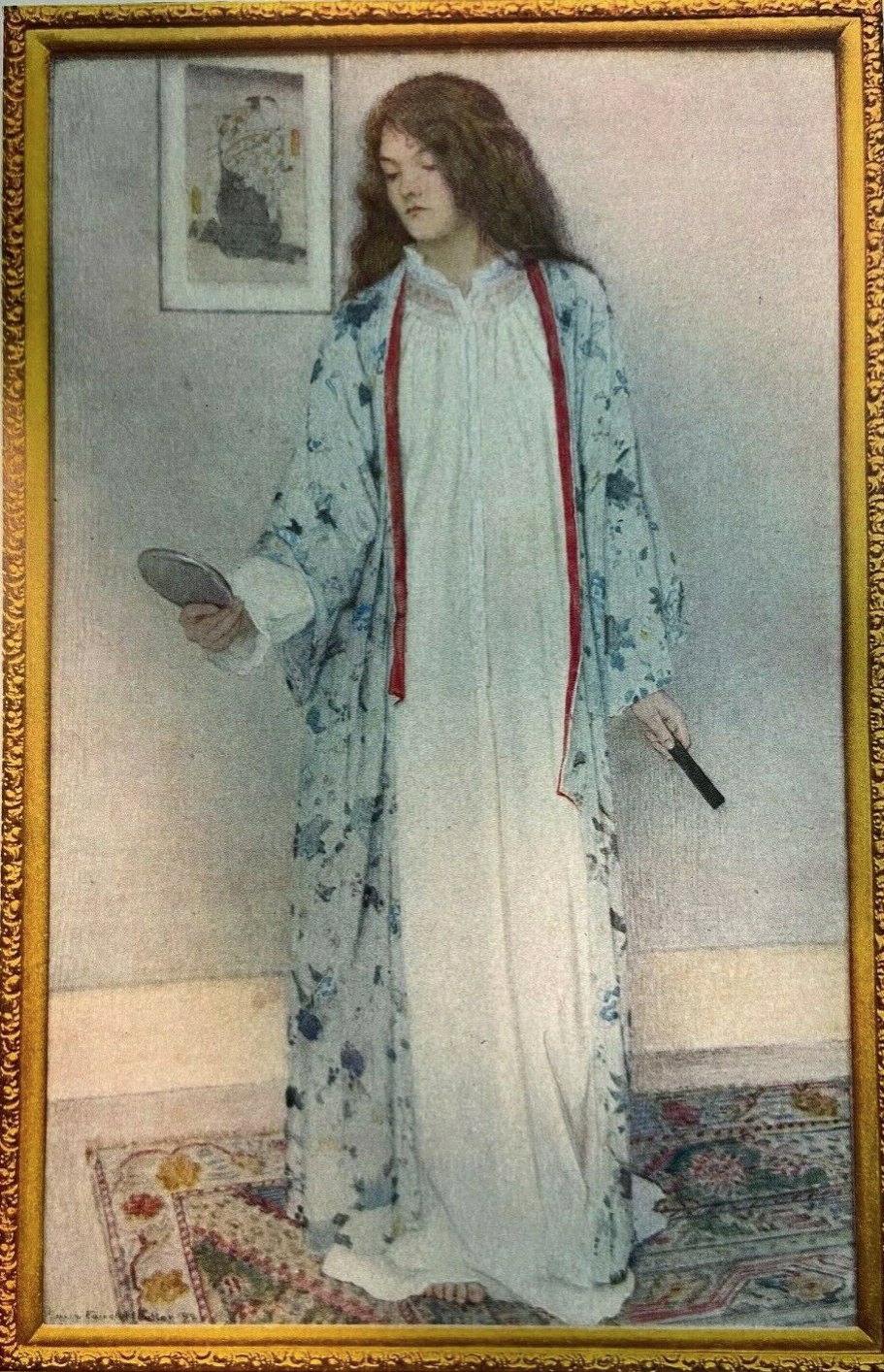
Girl with hand glass, ок. 1903.

## Личная жизнь
У Фуллеров было двое детей: Клара Бертрам, родившаяся в 1895 году, и Чарльз, родившийся в 1897 году. В 1897 году они купили дом в Плейнфилде, штат Нью-Гэмпшир, и были активными членами Художественной колонии Корниш.
В 1905 году Люсия разошлась со своим мужем, который вернулся в свой семейный дом в Дирфилде, штат Массачусетс, чтобы жить со своей матерью Агнес Хиггинсон Фуллер. При этом супруги остались владельцами своего дома в Плейнфилде и продолжали проводить время в этом регионе, часто сдавая дом другим художникам.
Люсия Фуллер переехала в Нью-Йорк, где преподавала в Лиге студентов-художников в 1910—1911 и в 1914—1915 годах. Вместе с художницей-миниатюристкой Элси Патти она преподавала в Нью-Йорке в Американской школе миниатюрной живописи, действовавшей с 1914 по 1924 год. В числе её учеников — техасская художница Элси Лоудон.
В 1920 году Фуллер опубликовала статью о своей подруге из колонии Корниш — скульпторе Фрэнсис Граймс. Они были примерно одного возраста, прибыли в Корниш примерно в одно и то же время и имели десятилетний опыт жизни в этой художественной колонии.
Болезнь (рассеянный склероз) вынудила Люсию Фуллер вернуться в Мадисон — родной город её отца, где она умерла 21 мая 1924 года и была похоронена на городском кладбище Forest Hill Cemetery.